# Caledonia (Ohio)
Caledonia – wieś w USA, w hrabstwie Marion, w stanie Ohio.

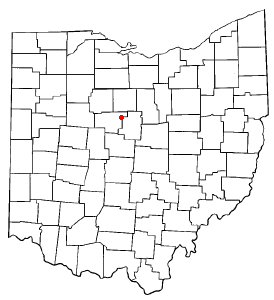
Caledonia na planie stanu Ohio

W roku 2010, 24,1% mieszkańców było w wieku poniżej 18 lat, 6,6% było w wieku od 18 do 24 lat,  26% od 25 do 44 lat, 27,2% miało od 45 do 64 lat, a 16,3% było w wieku 65 lat lub starszych. We wsi było 47,5% mężczyzn i 52,5% kobiet.
Liczba mieszkańców w 2010 roku wynosiła 577, a w roku 2012 wynosiła 565.

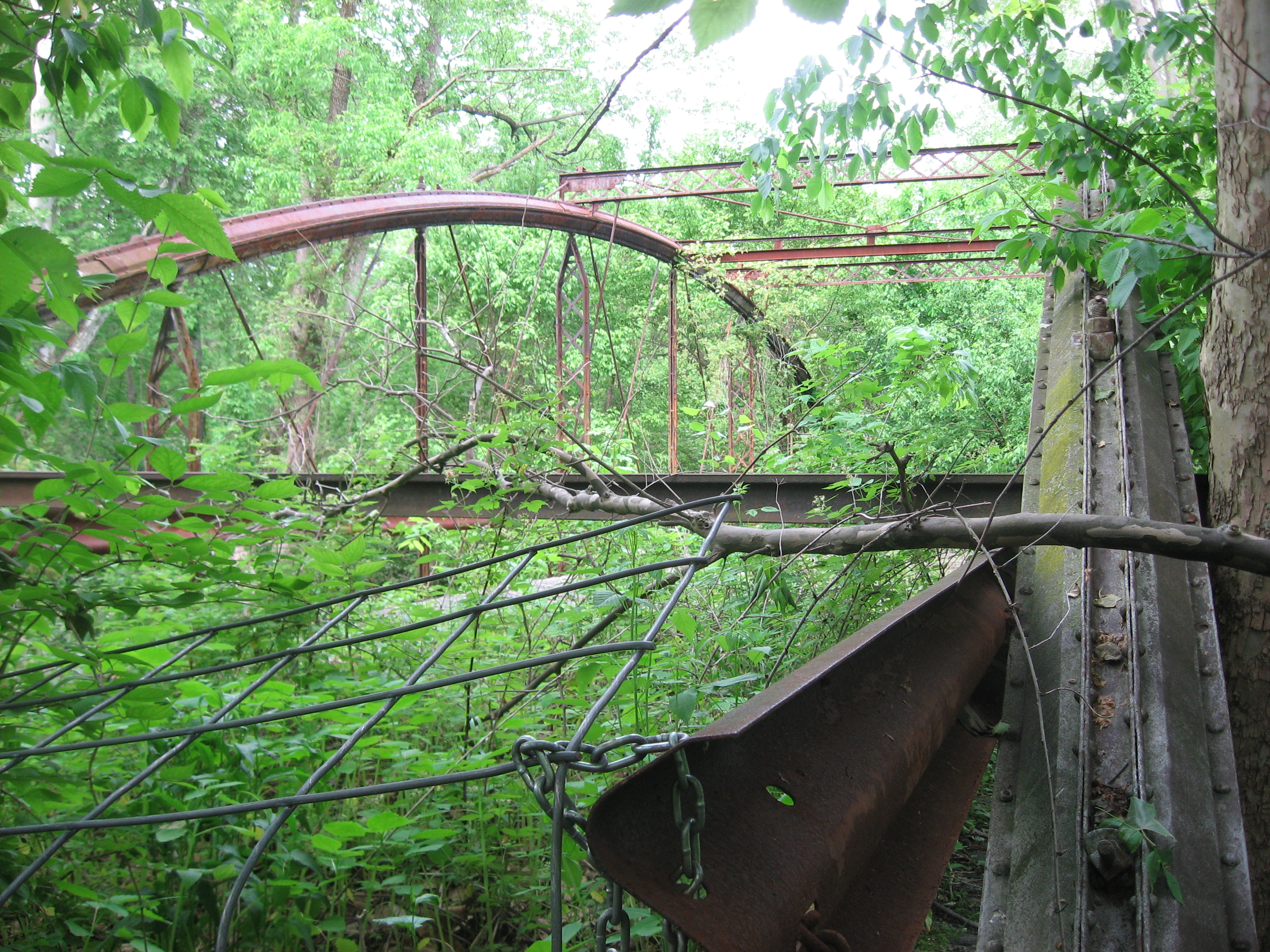
Caledonia – historyczny most

W Caledonii jest zabytkowy metalowy most zbudowany w roku 1870.